# Gaily, Gaily
Gaily, Gaily (Alternativtitel: Heißes Pflaster Chicago) ist eine US-amerikanische Filmkomödie aus dem Jahr 1969. Regie führte Norman Jewison, das Drehbuch schrieb Abram S. Ginnes anhand eines Romans von Ben Hecht.

## Handlung
Ben Harvey verlässt im Jahr 1910 seinen Heimatort und zieht nach Chicago. Dort wird ihm sein Bargeld gestohlen. Harvey lernt Lil, die Besitzerin eines Bordells, kennen, die ihn mit den Mitgliedern der gehobenen gesellschaftlichen Kreise bekannt macht. Er wird zum erfolgreichen Journalisten.

## Synchronisation
| Rolle               | Schauspieler    | Sprecher          |
| ------------------- | --------------- | ----------------- |
| Ben Harvey          | Beau Bridges    | Elmar Wepper      |
| Francis X. Sullivan | Brian Keith     | Wolfgang Lukschy  |
| Johanson            | George Kennedy  | Wolf Ackva        |
| Lil                 | Melina Mercouri | Gisela Trowe      |
| Tim Grogan          | Hume Cronyn     | Leo Bardischewski |

## Produktion
Der Film wurde in Chicago, in Galena (Illinois), in Milwaukee (Wisconsin) und in Dubuque (Iowa) gedreht. Seine Produktionskosten betrugen schätzungsweise 8 Millionen US-Dollar. Der Film spielte weltweit in den Kinos ca. 2 Millionen US-Dollar ein.

## Kritiken
Film-Dienst schrieb, der Film sei eine an Zeit- und Lokalkolorit reiche, aber wenig subtile und oft platte Satire auf Geschäftemacherei, Moralheuchelei und amerikanische Aufsteigermentalität. Eher negativ urteilt auch der Evangelische Film-Beobachter: Der offenbar als Parodie auf altertümlichen amerikanischen Puritanismus geplante Film erreicht sein Ziel erst gegen Schluß und bietet bis dahin mäßige Unterhaltung.

## Auszeichnungen
Der Film wurde im Jahr 1970 in den Kategorien Bestes Szenenbild, Bestes Kostümdesign (Ray Aghayan) und Bester Ton für den Oscar nominiert. Abram S. Ginnes wurde 1970 für den Writers Guild of America Award nominiert.